# Wanda Maria Heger
Wanda Maria von der Marwitz Heger (nascida Wanda Maria von der Marwitz Hjort; Christiania, 9 de março de 1921 - Oslo, 27 de janeiro de 2017) foi uma assistente social norueguesa. Foi agraciada com vários prêmios pelo seu trabalho para ajudar prisioneiros noruegueses na Alemanha durante a Segunda Guerra Mundial.

## Primeiros anos
Wanda Hjort era a mais velha dos seis filhos de Johan Bernhard Hjort. J.B. Hjort foi um notável advogado que co-fundou o partido fascista norueguês Nasjonal Samling com Vidkun Quisling em 1933. Hjort, no entanto, rompeu com Nasjonal Samling em 1937 e tornou-se parte do movimento de resistência norueguês após a invasão alemã em 1940 e ocupação entre 1940 e 1945. Ela foi presa por ordem pessoal de Josef Terboven e detida na Noruega em Møllergata 19 e Grini e depois enviada para uma prisão em Berlim. Graças à intervenção de parentes alemães, Hjort foi confinado à prisão domiciliar em uma propriedade familiar perto de Brandemburgo chamada Groß Kreutz com a condição de que toda sua família se juntasse a ele lá.
Enquanto estava em Oslo, Wanda ajudou a advocacia de seu pai em nome de prisioneiros mantidos pelas autoridades nazistas, e também participou de contrabando de documentos e suprimentos dentro e fora das prisões de lá, especialmente Møllergata 19 e Grini.

## Atividades na Alemanha
Wanda chegou à Alemanha, onde, através de contatos na igreja do marinheiro norueguês em Hamburgo e na igreja dinamarquesa em Berlim, ficou sabendo de um número crescente de prisioneiros noruegueses em Sachsenhausen. Ela e seus irmãos empacotaram mochilas com alguns suprimentos de comida e viajaram de transporte público até o portão do campo, dizendo aos guardas do campo que tinham pacotes para os prisioneiros noruegueses. Entre esses suprimentos havia dois potes de vidro com salada de batata. Como os potes de vidro eram escassos, eles disseram que voltariam para pegar os potes vazios em uma semana. Isso deu início a uma rotina semanal que levou à familiaridade com os guardas do campo. Ao longo do tempo, Wanda conseguiu ter acesso à instalação de triagem de pacotes (Paketstelle) dentro do primeiro perímetro do campo, onde conseguiu repassar mensagens através de prisioneiros noruegueses que trabalhavam lá, entre eles Kristian Ottosen.
Essas mensagens, às vezes escritas em pequenas notas, outras vezes passadas oralmente, permitiram que a família Hjort (que na altura recebeu em Gross Kreutz a família de Didrik Arup Seip, ex-prisioneiro de Sachsenhausen e reitor da Universidade de Oslo), compilasse listas completas e precisas de noruegueses mantidos em cativeiro na Alemanha, incluindo os números dos prisioneiros, que eram de suma importância. Estas listas foram enviadas ao governo norueguês exilado em Londres e também foram essenciais para o sucesso da operação dos Ônibus Brancos da Cruz Vermelha Sueca e da Cruz Vermelha Dinamarquesa, na qual ela e outros membros da família participaram ativamente. Estima-se que a operação Ônibus Brancos salvou 15.345 prisioneiros do perigo mortal em campos de concentração e prisioneiros; destes, 7.795 eram escandinavos e 7.550 não escandinavos. Em particular, 423 judeus dinamarqueses foram salvos do campo de concentração de Theresienstadt dentro do território ocupado pela Alemanha na Tchecoslováquia, contribuindo significativamente para o fato de que as baixas entre os judeus dinamarqueses durante o Holocausto estavam entre as mais baixas nos países ocupados da Europa.
Durante suas visitas semanais a Sachsenhausen, ela soube que alguns dos prisioneiros noruegueses tinham sido transportados para Natzweiler ao abrigo da directiva Nacht und Nebel. Sob o pretexto de visitar estudantes noruegueses em Sennheim, ela obteve um visto de viagem para a região da Alsácia. Ajudada em parte por uma carta que havia recebido de Heinrich Himmler através de seu irmão Ernst Himmler em resposta à sua queixa de ter de ir para a Alemanha, ela chegou suficientemente perto do campo para confirmar sua existência e que prisioneiros noruegueses eram mantidos lá.
Seu livro Hver fredag foran porten (Gyldendal, 1984, edições posteriores de 1995 e 2005) sobre os anos de guerra ganhou o prêmio por ser o melhor livro documental em 1984, e foi traduzido para o alemão (Jeden Freitag vor dem Tor, Schneekluth, 1989) e Francês (Tous les vendredis devant le portail, Gaia, 2009).[carece de fontes?]

## Anos pós-guerra

Os ônibus brancos

Imediatamente após o fim da guerra em 1945, ela se casou com Bjørn Heger, um estudante de medicina norueguês libertado de uma prisão em Berlim, na igreja do marinheiro em Hamburgo. Ela se formou em serviço social e seguiu uma carreira ajudando mulheres presas em prisões norueguesas. Por vários anos, ela também liderou a organização Kriminalomsorg i frihet (cuidados organizados fora da prisão para indivíduos condenados por crimes). Em 1985, wanda e Bjørn Heger foram agraciados com a Ordem de São Olavo por seus esforços humanitários em tempo de guerra.
Em seus últimos anos, ela continuou a ser ativa na educação sobre os anos de guerra, servindo no conselho da Fundação dos Ônibus Brancos. Ela teve seis filhos; entre eles está Anders Heger. Ela morreu em 27 de janeiro de 2017.